# Frédéric Bazille
Jean Frédéric Bazille (n. 6 decembrie 1841, Montpellier, Franța – d. 28 noiembrie 1870, Beaune-la-Rolande, Centre-Val de Loire, Franța) a fost un pictor impresionist francez. Multe dintre lucrările majore ale lui Bazille sunt exemple de picturi de personaje în care subiectul este plasat într-un peisaj pictat en plein air.

## Viață și operă

### Anii timpurii
Frédéric Bazille s-a născut la Montpellier, Hérault, Languedoc-Roussillon, Franța, într-o familie protestantă bogată. A devenit interesat să picteze după ce a văzut câteva lucrări ale lui Eugène Delacroix. Familia sa a acceptat să-l lase să studieze pictura, dar numai dacă ar fi studiat și medicina.

### Paris șiImpresionism
Bazille a început să studieze medicina în 1859 și s-a mutat la Paris în 1862 pentru a-și continua studiile. Acolo i-a cunoscut pe Pierre-Auguste Renoir și Alfred Sisley, a fost atras de pictura impresionistă și a început să ia ore în atelierul lui Charles Gleyre. După ce nu și-a dat examenul medical în 1864, a început să picteze tot timpul. Printre prietenii lui apropiați au fost Claude Monet, Alfred Sisley și Édouard Manet. Bazille a fost generos cu bogăția sa și l-a ajutat să-și susțină asociații mai puțin norocoși, oferindu-le spațiu în atelierul său și cu materialele utilizate.